# チャカオ駅

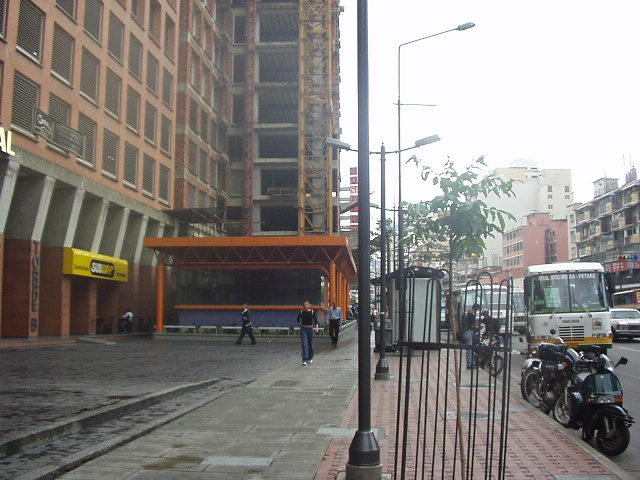
駅出口（2004年6月）

チャカオ駅（チャカオえき、Estación Chacao）は、ベネズエラのカラカスにあるカラカス地下鉄1号線の地下鉄駅である。ミランダ州チャカオ市にある。

## 駅の構造
地下1階が改札と切符売り場。地下2階がホームである。フランシスコ・デ・ミランダ通りの下にあり、出口はこの通りに沿って4か所ある。

## 駅の周辺
業務ビルとショッピングセンターが並ぶカラカスの商業中心地である。駅の南に少し離れたところには、ベネズエラ最大のショッピングセンター「セントロ・サンビル・カラカス」がある。

## 歴史
- 1988年4月23日 1号線の延長により開業した。[1]

## 隣の駅
チャカイート駅 - チャカオ駅 - アルタミラ駅